# Hüsnü Özkara
Hüsnü Özkara (Trebisonda, 25 gennaio 1955) è un allenatore di calcio ed ex calciatore turco, di ruolo difensore.

## Palmarès

### Giocatore
- Campionato turco: 5

Trabzonspor: 1975-1976, 1976-1977, 1978-1979, 1979-1980, 1980-1981
- Coppa di Turchia: 2

Trabzonspor: 1976-1977, 1977-1978
- Supercoppa di Turchia: 5

Trabzonspor: 1976, 1977, 1978, 1979, 1980

### Allenatore
- TFF 1. Lig: 1

Konyaspor: 2002-2003